# Liste der Bodendenkmale in Coswig (Anhalt)
In der Liste der Bodendenkmale in Coswig (Anhalt) sind alle Bodendenkmale der Stadt Coswig (Anhalt) und ihrer Ortsteile aufgelistet. Grundlage ist die Veröffentlichung der Landesdenkmalliste mit Stand vom 25. Februar 2016. Die Baudenkmale sind in der Liste der Kulturdenkmale in Coswig (Anhalt) aufgeführt.
| Denkmal-ID | Fundart             | Ortsteil          | Bezeichnung                            | Zeitstellung          | Lage                                                                         | Bemerkungen | Bild |
| ---------- | ------------------- | ----------------- | -------------------------------------- | --------------------- | ---------------------------------------------------------------------------- | --- | ---- |
| 428300813  | Befestigung > Burg  | Coswig            | ehemalige Burganlage im Schlossareal   | Mittelalter           | Schloßstraße Lage                                                            | Reste des Burgwalls wohl nicht erhalten, ehemaliger Burggraben ist von Schlossgraben überprägt. Soll noch 1,5 m tiefer als sein heutiges Niveau gewesen sein. Eine Wandecke im Südflügel kann ins 17. Jh. datiert werden.                                   |      |
| 428300989  | Grabmal > Grabhügel | Coswig            | Hügelgräbergruppe, 6 Grabhügel         | Bronzezeit            | 1,5 km nordöstl. vom Ort Lage                                                | |      |
| 428300748  | Befestigung > Wall  | Weiden            | Landwehr                               | undatiert             | südöstlich am Ort Jeber-Bergfrieden Lage                                     | Diente zum Schutz des ländlichen Raumes der Stadt Zerbst. Großräumig angelegt. Letzte Spuren finden sich auch noch hinter dem Friedhof von Jeber-Bergfrieden (Geländesenken).                                                                               |      |
| 428300991  | Befestigung > Wall  | Jeber-Bergfrieden | Landwehr                               | Mittelalter           | mit Unterbrechung von NW nach SO verlaufend, teilweise parallel zum Ort Lage | SO – Teil unter ID 428300748; Mittelalterliche Landwehr um Zerbst – bestehend aus 3 Erdwällen, wobei der mittlere Wall ca. 1 m tiefer als die beiden äußeren Wälle liegt. Dieser Teilabschnitt hat eine Ausdehnung von 170 × 40 m.                          |      |
| 428300783  | Grabmal > Grabhügel | Pülzig            | Grabhügel                              | Bronzezeit            | 800 m nordöstlich Ort                                                        | |      |
| 428300993  | Wüstung             | Klieken           | Siedlung – kein OBD                    | Neolithikum           | 3,0 km westl. vom Ort                                                        | Siedlung Neolithikum/Bronzezeit, Areal militärisch genutzt und überprägt |      |
| 428300992  | Befestigung > Burg  | Klieken           | Wasserburg „Kehlsburg“                 | Mittelalter           | 1,0 km südwestl. vom Ort Lage                                                | Niederungsburg mit ca. 4 m tiefem und 10 m breitem Graben, der einen ca. 60 m umfassenden kreisrunden Erdhügel umwehrt. Auf der Hügelkrone ist ein Loch mit Fundamentresten (Feldstein) und Dachziegelbruch wahrnehmbar.                                    |      |
| 428300990  | Befestigung > Burg  | Hundeluft         | Spornburg „Alte Burg“ Burg Hundeluft   | Mittelalter           | südl. Ortsrand, von Roßlau kommend am Ortseingang (rechts) Lage              | Reste einer im Dreißigjährigen Krieg zerstörten Burg, urkundliche Erwähnung 1280, bis 1412 Raubritterburg, noch heute artesischer Brunnen im nördlichen Vorgelände, bis zu 2 m hohe Mauerreste lassen die sechseckige Form der Wasserburg erkennen.         |      |
| 428300792  | Befestigung > Burg  | Ragösen           | Burghügel „Burgstall“                  | Bronzezeit            | 1,6 km westlich vom Ort Lage                                                 | Befestigung mit Gräben und Wällen. Hauptburg wohl eher zu Wohnzwecken, um den Burghügel ehemals Sumpf- bzw. Moorgelände. |      |
| 428300791  | Befestigung         | Ragösen           | Befestigung                            | Bronzezeit            | 200 m vor Ortsrand Krakau zwischen Wald und Straße Lage                      | keine Strukturen vor Ort erkennbar |      |
| 428300998  | Grabmal > Grabhügel | Senst             | Hügelgräberfeld, 34 Grabhügel          | Bronzezeit            | 1,6 km nordöstl. vom Ort, östl. der Straße nach Groß Marzehns, Lage          | Die Grabhügel sind fast ausnahmslos gefurcht und mir Kiefern aufgeforstet. |      |
| 428300761  | Befestigung > Burg  | Serno             | Befestigung „Wüstung Schleesen“        | Mittelalter           | 3 km nördlich Stackelitz Lage                                                | von Graben und Wall umgebene mittelalterliche Ortswüstung mit Kirchenruine, Brunnen, Brennofenhügel, Hauskellern und Dorfteich |      |
| 428300760  | Wüstung             | Serno             | befestigte Dorfstelle 'Schleesen'      | Mittelalter           | 3 km nördlich Stackelitz Lage                                                | Von Graben und Wall umgebene mittelalterl. Wüstung mit Kirchenruine, Brunnen, Brennofenhügel, Hauskellern und Dorfteich. Ostgiebel der Kirchenruine 1972 eingestürzt. Reste der Ruine an der Ostseite zeigen in der SO – Ecke kleineren Stein mit Napfform. |      |
| 428300759  | besonderer Stein    | Serno             | Näpfchenstein „Saustein“               | undatiert             | ca. 2,5 km nordöstlich Ort Lage                                              | auf der Oberseite etwa 10–15 Näpfchen, Stand 2004: Großer Findlingsstein (Granit) 1,60 m hoch und ca. 6 m Umfang. Standort vermittelt Eindruck eines ehemaligen Grabhügelstandortes.                                                                        |      |
| 428300994  | Grabmal > Grabhügel | Möllensdorf       | Hügelgräber „Zwergsberge“, 8 Grabhügel | Bronzezeit            | 1,2 km nordöstl. vom Ort                                                     | Umgrenztes Terrain stark gefurcht mit Aufforstungen. |      |
| 428300999  | Grabmal             | Wörpen            | Gräberfeld                             | Vorrömische Eisenzeit | 0,7 km östlich vom Ort (1) Lage (2) Lage                                     | |      |